# رقية أباد (كاهشنغ)
رقية أباد (بالفارسية: رقیه‌آباد) هي مستوطنة تقع في إيران في قسم كاهشنغ الريفي. يقدر عدد سكانها بـ 221 نسمة .